# Zay Anna
Vajai Vay Ádámné báró csömöri Zay Anna (?, 1680 – ?, 1733), a barokk kegyességi próza képviselője, az első magyar írónők egyike.

## Élete
Felvidéki evangélikus főúri családból származott, apja báró Zay András (†1685), anyja báró Révay Krisztina. 1696-ban Vay Ádámnak, II. Rákóczi Ferenc későbbi udvari marsalljának második neje lett. 
Báró csömörei Zay Anna az első magyar nőírók egyike. A kegyességi irodalomban hagyott hátra néhány alkotást és egy Herbáriumot, mivel élénken érdeklődött a gyógyítás iránt. Személye mégis érdekes, hiszen abban a korban – néhány nemesasszonyt leszámítva, amilyen ő is volt – kevés nő ragadott tollat. A női írás korántsem váltott ki akkora vitát, mint a későbbi századokban.
(Sajnos a 19. századot sokkal negatívabb hozzáállás jellemzi a nőírással kapcsolatban.) A költőnők leginkább a kegyességi irodalomban tevékenykedtek, a magánéleti versek többnyire a naplóknak vagy a szűk családi körnek szóltak. Petrőczy Kata Szidónia – a kegyességi próza jelentős alakja – egyik előszavában megjegyzi: „Tudom, lesznek olyanok, kik gyalázni s olcsárolni fogják e kis munkámat, (…) annál is inkább, hogy asszonyember munkája”. De ez inkább az előszavak szokványos mentegetőzése volt, az asszonyok által írt versek semmilyen erkölcsi normát nem sértettek, férfiak is elismeréssel tekintettek rájuk és dicsőségnek számítottak.
Zay Anna szülei a török hódítás elől menekültek a Felvidékre, ahol ő 1680-ban született. Korán, már gyermekkorában elveszítette szüleit. 1696-ban feleségül ment özvegy Vay Ádámhoz. A Vay család 
Szabolcs vármegye egyik legrégebbi családja volt, nevüket Vaja településről kapták. Vay Ádám 1657-ben született Vaján, első felesége, Iványi Fekete Erzsébet korán elhunyt. A férfi 1679-ben csatlakozott Thököly Imre kuruc vezérhez. Vayt ezért az osztrákok elfogták, és hűtlenség vádjával börtönbe került. Mivel a császár később visszafogadta kegyeibe, visszakapta birtokait és szabadságát. Többször szembefordult a Habsburg-házzal. A Rákóczi-szabadságharc kitörésekor a család Gácsra, majd Hajnácskő várába húzódott vissza. 1702-ben Vay végleg csatlakozott II. Rákóczi Ferenchez. Zay Annának férjétől öt gyermeke született, Sámuel, Katalin, Judit, Klára és Julianna. Vay Ádám a jászok és kunok főkapitánya, később munkácsi és huszti főkapitány lett. a szécsényi országgyűlésen kuruc szenátorrá választották. Rákóczi egyik legfőbb bizalmasa volt, s bár katonai tevékenységet nem folytatott, a legmagasabb rangú tábornokok közé sorolható. Bekerült az Erdélyi Fejedelmi Tanácsba, és főispáni pozíciókat is magáénak tudhatott. A trencséni csatavesztés után Vay a békekötés felé hajlott. Sokan emigrációba vonultak, Rákóczi fejedelem is, aki felszólította Vay Ádámot, hagyja el hazáját.
Felesége 1711 márciusában gyermekeivel együtt követte férjét a bujdosásba. Előbb Dél-Lengyelországban (Sztrij, Ilyvó, Jaraszló), majd 1712. július 21-étől Danckában telepedtek le. Rákóczi távozása (1712. november 9.) után férje lett a danckai magyar emigráns kolónia feje. A valaha szebb napokat látott családra súlyos megélhetési gondok nehezedtek, nagy szegénységben éltek. Vay Ádám első házasságából született gyermekei a régi családi birtokon laktak, nem örültek volna, ha a család hazatér. A legenda szerint sokszor még ennivalóra sem volt pénze: Zay Anna egy alkalommal a brokátszoknyájából kiolvasztott aranyszálak árán tudott csak élelmet venni gyermekeinek. 
Anna támasza volt idős férjének. Mivel értett a gyógynövényekhez, és érdekelte az orvoslás, a betegeskedő embert ő gyógyította. Csehről magyarra fordította Andreas Mattioli népszerű gyógyfüves könyvét, kiegészítve saját megfigyeléseivel, tapasztalataival és más orvosok írásainak fordításával. Herbárium néven maradt fenn, -Marosvásárhelyen őrzik. („Orvos könyv, mellyet Néhai Tudós és igen hires Doctor Mathiolus Tseh nyelvre fordittatott és meg is bővitetett 1690-ben. Herbáriumából a nyavalyáknak rende szerént Danczkai keserves, hoszszas bujdosásában maga és Gyermekei Számokra magyarra forditott N. T. N. Vay Ádám Uram Árva özvegye Zsömeri Zay Anna.”) A könyv 140 oldalas és 470 receptet tartalmaz. Többnyire növényi eredetű gyógymódokat ismertet, bár néhány állati eredetű „orvosságot” is említ. Fejfájásra és pestisre például elevenen kettévágott fekete galambot javasol, melyet a fejre kell kötni. A kakastaréj vérének szintén gyógyító erőt tulajdonított az akkori „orvostudomány” a könyv szerint. A mű nyelvtörténeti jelentőséggel bír, a különleges, népi növényneveknek köszönhetően. Néhány példa a műből: csengő fű (orbáncfű, alakja miatt kaphatta a nevet), bárányüröm (fehér üröm, virága a bolyhos báránybundára emlékeztet). Anna a Herbárium megírásával az orvoshiányt akarta enyhíteni, és népszerűsíteni a természetes gyógymódokat. 
1716. április 14-én 16 éves korában elhunyt Júlia leányukat temették el, 1719. január 31-én pedig Vay Ádám is távozott az élők sorából szeretett hazájától távol, száműzetésben. Zay Anna a danckai Szent Erzsébet-templomban (Kościół Św. Elżbiety) állíttatott részükre méltó síremléket.
1721-ben pietista imádságoskönyvet írt fiának Nyomorúság oskolája címmel, amelyhez világi verseket is csatolt. (Nyomoruság oskolája; avagy abban gyakorlott embernek való egynéhány imádságok 's elmélkedések; és hasonló ujj énekek, mellyeket nyomorúságának 's bujdosásának hoszszas napjaiban lehető vigasztalására és az Istennek ellene felgerjedett haragjának engesztelésére el-készitett Cs. Zay Anna Dantzkán 1721. esztendőben.) Az imádság kevéssé vizsgált, elfeledett irodalmi műfaj. Inkább az egyházi, mint irodalmi kutatások foglalkoznak vele. Pedig figyelmet érdemelne, hiszen hosszú ideig nagyrészt ebben a műfajban születtek az alkotások. A Biblia után talán az imádságok a legolvasottabbak, a magyar nyelv fejlődésében kiemelkedő szerepet játszottak. Zay Anna pergamenbe kötött kéziratának külső tábláján e betűk olvashatók: A. Z. A. W. S. (Árva Zay Anna Way Sámuelnek). A műben található versek az egyházi irodalom ismert műfajaiban íródtak mint dicséret vagy könyörgés. („Könyörgés, hogy az Isten az embert tanítsa imádkozni” vagy „Az ember Isten előtt bűneit megvallván, azoknak bocsánatját kéri Krisztus érdeme által”.) Az egyházi téma mellett megjelenik a versekben a hazából való menekülés fájdalma, az árvaságra jutás (megözvegyülés) gondolata. A versek többnyire nótajelzést kaptak, tehát dallamra íródtak, kivéve a Búban ellankadt szívem jajgatása címűt. Egy vallásához ragaszkodó, magyar református nő alakja bontakozik ki az imádságoskönyvből, aki hatalmas szeretettel és egy anya minden ragaszkodásával fordul gyermekei felé, aki özvegyen, kis családjával a mindennapokért küzd, de hite és bizalma Istenben töretlen. Az „Ajánló levélben” fiához fordul:
„Édes Fiam! Noha téged szülő anyád vagyok; de amellett oly szegény anyád; e világi gazdagságbúl ajándékot nem adhatok, mert aranyom, se ezüstöm nincsen; hanem azt adom néked, amim van: Isten nékem nyújtott szikrácskábúl, annak ajándékábúl való ajándékocskát anyai szívem indulatjábúl. Olvassuk szent írásból, az Isten megszokta volt teljesíteni szüléknek magzatokra mondott áldásokat; azért én is kérem az én jó Istenemet, teljesítse be rajtad édes atyád rád sokszor mondott áldásának kívánságait; az én anyai rád mondott áldásomat is meg ne vesse, se semmivé ne tegye az Isten.” A Nyomorúság oskolája egy fiához szóló intéssel zárul. Anna szerencseverseket is írt. Ezek morális tanulsággal bírnak, példázatosak, a szerencse forgandósága, a rossz és a jó közötti átmenet fogalmazódik meg bennük. Gyakran személyes indítékból íródtak, a lengyelországi száműzetés fájdalma, a remélt hazatérés utáni vágy inspirálhatták.
A nyomorúság oskolájából életrajzi adatok is kiderültek. Anna kérelmezte hazabocsátását, de ellenségei és azok, akik birtokaiból kaptak, ellene hangolták a döntéshozókat. Imáiban Istenhez fohászkodik: „hajtsd hozzám királyom szívét, akinek hatalma alá vetettél”. Egy másik imában lánya gyógyulását kéri. A mű vége felé lelkesebb hangvételű imádság olvasható, melyben arról számol be, hazaindulhat végre. „Édes Istenem! áldassál hozzám való irgalmasságodért, amelyet cselekedtél én velem, bűnös szolgálóddal legközelebb, mert régen kívánt órát engedtél érnem, melyben hazám felé indulok.”
1722-ben Anna Ráday Pál közvetítésével amnesztiáért folyamodott az udvarhoz, s 1722 körül hazatért. 
1730–1731-ben az erdélyi Császáriban élt. 
1733. június 7-én temették a cegei temetőben, előző évben elveszített fia, Vay Sámuel (†1732. augusztus 7.) mellé. 
Gimnáziumot, egészségügyi szakközépiskolát és kollégiumot neveztek el róla. 1906-ban férje hamvait is hazahozták Rákóczi és bujdosótársai újratemetése idején. Vaján helyezték örök nyugalomra, az ősi birtokon.

## Művei
Az emigrációban írt, kézírásban fennmaradt munkái: 
- Nyomoruság oskolája; avagy abban gyakorlott embernek való egynéhány imádságok 's elmélkedések; és hasonló ujj énekek, mellyeket nyomorúságának 's bujdosásának hoszszas naojaiban lehető vigasztalására és az Istennek ellene felgerjedett haragjának engesztelésére el-készitett Cs. Zay Anna Dantzkán 1721. esztendőben.
- Orvos könyv mellyet néhai tudós és igen híres Doctor Mathiolus tseh nyelvre fordittatott, 's bővíttetett Herbáriumából a' nyavallyáknak rende szerént Dantzkai keserves bujdosásában maga és gyermekei számokra öszveszedegettetett és magyar nyelvre fordított néhai T. N. Vay Ádám Úram árva özvegye, Tsömeri Zay Anna Hasonmás kiadását lásd alább a Források közt.
- Herbárium. 1718; tan. Fazekas Árpád, szerk. Heckenast Gusztáv, Molnár Mátyás; Szabolcs-Szatmár Megyei Múzeumok Igazgatósága, Nyíregyháza, 1979 (Folia Rákócziana)
- Árva Zay Anna „Nyomorúság oskolája” című ima- és énekeskönyve, 1721; sajtó alá rend., bev. Szabó Csaba; Scriptum, Szeged, 1999 (A Lymbus füzetei)
- Zay Anna orvoskönyve, 1718; sajtó alá rend., utószó S. Sárdi Margit; Magyarságkutató Intézet–Attraktor, Bp.–Máriabesnyő, 2020 (Intra Hungariam…)

A Teleki Catalogus III. 339., 370. l. Megvolt mind a két munka Bethlen Zsuzsanna nagyenyedi könyvtárában, amelyet a városra törő román csapatok 1849-ben fölégettek.
Az előbbi mű két 18. századi másolata fellelhető az Országos Széchényi Könyvtárban is Duod. Hung. 167. (korábban MAK 677.) és Oct. Hung. 856. jelzet alatt. A Herbárium pedig az ugyanott Quart. Hung. 2815. jelzetű eredeti kéziratról jelent meg hasonmásban. (A kézirat címlapja elveszett, Wesselényi Kata 1766. évi, a marosvásárhelyi Teleki Tékában fennmaradt másolatából azonban pótolható volt.)
Négy darab levelét ismerjük nyomtatásban Ráday Pálhoz (Dancka, 1719. március 5., május 5. és október 3.), illetve Kajali Klárához (Romhány, 1726. május 6.). Lásd a Források közt Szelestei N. László közleményét.